# Cytophagales
Cytophagales, son un orden de bacterias Gram negativas. Son bacilos largos con un tamaño de 0,3-0,5 por 2-10 micras. La mayoría se mueve por deslizamiento. Las colonias son generalmente de color amarillo, naranja, rosa o rojo, por la presencia de pigmentos carotenoides y flexirubinas. Su metabolismo es quimioorganótrofo aerobio o microaerófilo, muchos reciclan las sustancias orgánicas del suelo y algunas especies son psicrófilas.